# Bulbophyllum tricornoides
Bulbophyllum tricornoides är en orkidéart som beskrevs av Gunnar Seidenfaden. Bulbophyllum tricornoides ingår i släktet Bulbophyllum och familjen orkidéer.
Artens utbredningsområde är Thailand. Inga underarter finns listade i Catalogue of Life.